# Economía sumergida en Venezuela
La economía sumergida en Venezuela se cifraba en 2014 entre un 40'5% y un 45'5% de la población, lo que representaba el equivalente a 5.384.599 personas. La proporción del sector formal en el mercado laboral pasó de 60,7% desde el inicio de la crisis a 59,5% en 2014.

## Historia
Distintos estudios de varios organismos como el  Instituto nacional de estadística, el Banco Central de Venezuela y la Organización Internacional del Trabajo (OIT), situaba en dicho año la economía sumergida en Venezuela en una horquilla comprendida entre el 40%, frente a una media del entorno americano del 47%.
Según datos del Ministerio de Economía y Hacienda de Venezuela, las grandes bolsas de fraude existentes eran las operaciones protagonizadas por el control cambiario Cadivi, realizada por empresas privadas para el importe de alimentos. Desde la creación del sistema hasta diciembre de 2013, se aprobaron más de 1,7 millones de solicitudes para importación que sumaron $201.694 millones, es decir, 10 veces las reservas internacionales del país. Durante ese tiempo atendió a poco más de 10.000 empresas. El ministro de Planificación, Jorge Giordani, aseguró en abril de 2013 que a través de empresas fantasmas se perdieron por lo menos $25 mil millones aprobados para importaciones. Así lo confirmaría la expresidenta del Banco Central de Venezuela (BCV) Edmee Betancourt, aunque según la alta funcionaria se trató de $20.000 millones que no se destinaron a la producción nacional.